# Eurotherium
Eurotherium es un género extinto de mamífero euterio hienodóntido que vivió entre el Eoceno inferior al Eoceno superior, en lo que hoy es Eurasia.

## Clasificación
Eurotherium fue nombrado por Polly y Lange-Badré en 1993. La especie tipo Eurotherium theriodis, originalmente fue llamada Prodissopsalis theriodis en 1965 por Van Valen. En 2013 fue colocado como miembro de la subfamilia Proviverrinae por F. Solé.

## Especies

### Eurotherium theriodis
Es la especie tipo. Fue encontrado en Francia, Alemania y Suiza. Fue nombrado por Van Valen en 1965.

### Eurotherium matthesi
Es la segunda especie, fue nombrada por Lange-Badré y Haubold en 1990.